# Théâtre du Nord (Satu Mare)
Pour les articles homonymes, voir Théâtre du Nord (homonymie).
le théâtre du Nord de Satu Mare (roumain : Teatrul de Nord Satu Mare, hongrois : Szatmárnémeti Északi Színház) est le théâtre municipal bilingue de Satu Mare. Il comporte une compagnie roumaine et une compagnie hongroise (la compagnie György Harag (hu)).

## Galerie

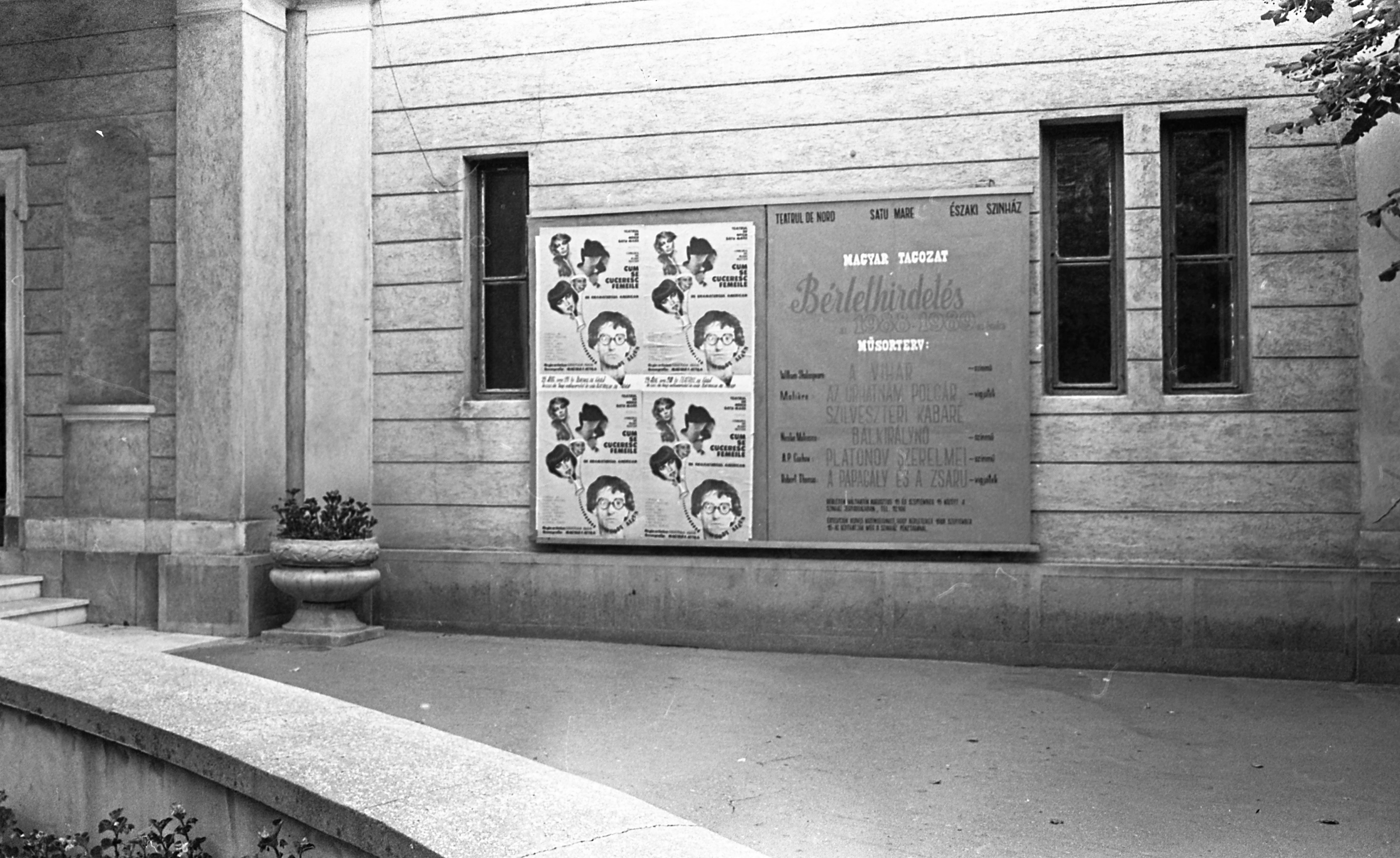
Affiche de 1986
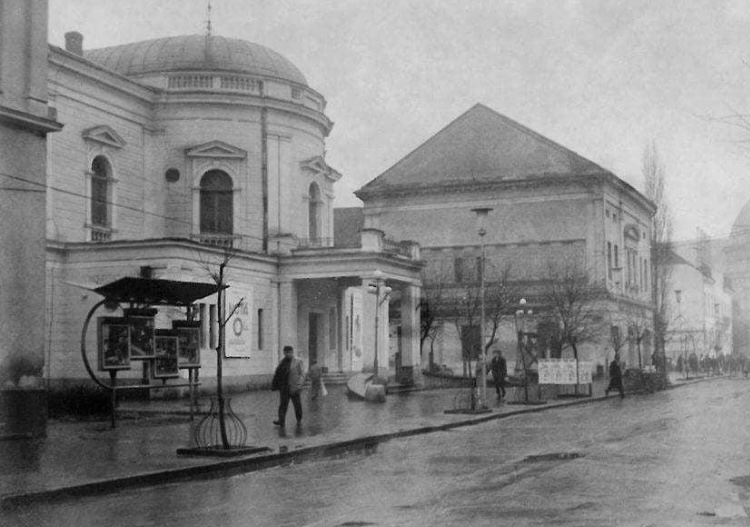
Date inconnue
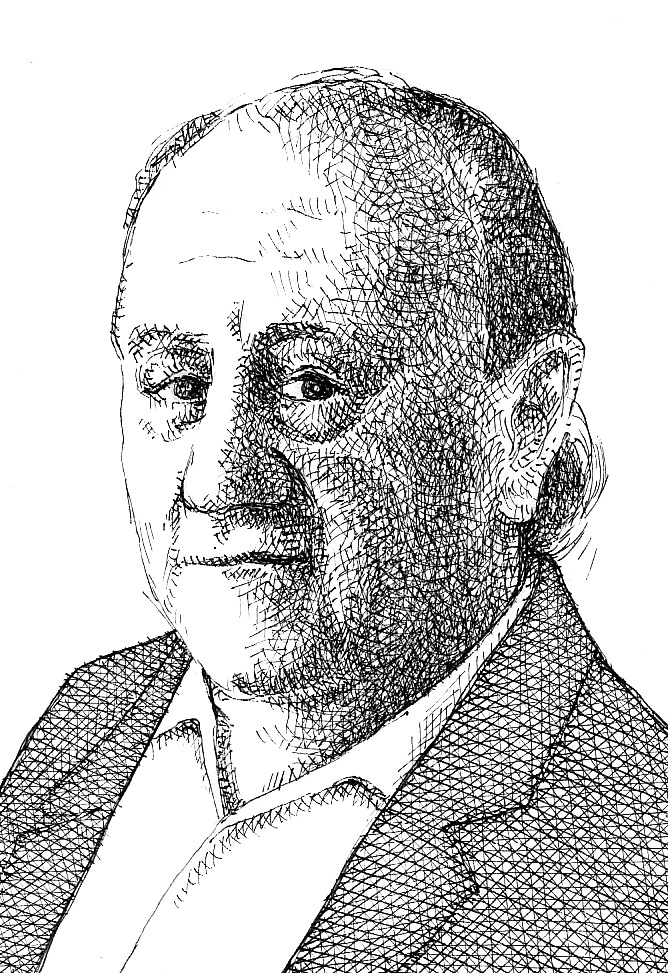
György Harag